# Исаев, Анатолий Анатольевич
Анато́лий Анато́льевич Иса́ев(24 марта 1945 года, Москва — 19 августа 2003 года, Москва) — доктор педагогических наук, профессор, писатель, спортивный обозреватель. Член Союза писателей России.

## Биография
Анатолий Анатольевич Исаев родился 24 марта 1945 года[где?] .
- 1976 — окончил Ленинградский государственный институт культуры.
- 1982 — окончил аспирантуру факультета психологии Ленинградского государственного университета.
- 1999 — доктор педагогических наук,
- 2000 — профессор,
- писатель,
- спортивный обозреватель;
  - Корреспондент газет:
    - «Труд»,
    - «Комсомольская правда».

## Личная жизнь
Проживал в переулке Васнецова, д. 15.
Анатолий Анатольевич скончался 19 августа 2003 года в Москве. Похоронен на Ваганьковском кладбище.

## Научная и общественная деятельность
Анатолий Анатольевич опубликовал более 100 научных работ; в том числе монографий:
- 1981 — «Педагогическое мастерство тренера», в соавторстве с профессором А. А. Деркачем.
- 1982 — «Творчество тренера», в соавторстве с профессором А. А. Деркачем.
- 1985 — «Педагогика и психология деятельности организатора детского спорта», в соавторстве с профессором А. А. Деркачем.
- 1998 — «Олимпийская педагогика»
- 1999 — «Anti Samaranch99. Юношеское олимпийское движение»;

и брошюр:
- 1981 — «Руководство детским спортивным коллективом»
- 1981 — «Психология труда организатора детского спорта» (соавтор);

а также серия книг для юных спортсменов-активистов.
Анатолий Анатольевич:
- Президент Международной академии самосовершенствования.
- Главный редактор журнала Совета Европы «Спорт для всех» (на русском языке).
- Инициатор соревнований на призы клубов:
  - «Золотая шайба»,
  - «Кожаный мяч»,
  - «Белая ладья»,
  - «Зарница»,
  - 1998 — Всемирных юношеских игр (под патронажем МОК).
- Эксперт Совета Европы по спортивной информатике.
- Член Международной ассоциации спортивной прессы.
- Член Федерации спортивных журналистов России.

## Награды
- 1980 — медаль «За трудовое отличие»
- 1983 — Лауреат премии Спорткомитета СССР: за лучшую научно-исследовательскую работу в области физической культуры и спорта.